# Liste von Villae rusticae
Die Liste von Villae rusticae benennt die bekannten römischen landwirtschaftlichen Siedlungsplätze (Villa rustica) nach Nationalstaaten aufgegliedert.

## Liste von Villae rusticae

### Belgien
- Villa rustica (Habay-la-Vieille), Habay, Ortsteil Habay-la-Vieille[1]

### Bulgarien
- Villa Armira bei Iwajlowgrad

### Deutschland

#### Baden-Württemberg
- Alb-Donau-Kreis
  - Villa rustica bei Langenau[2]
- Baden-Baden
  - Villa rustica bei Haueneberstein, Römische Anlagen am Wohlfahrtsberg[3]
- Landkreis Biberach
  - Villa rustica (Burrenwald), Biberach an der Riß
- Landkreis Böblingen
  - Villa rustica (Bondorf)
- Bodenseekreis
  - Villa rustica in Aufkirch, Überlingen[4]
  - Villa rustica bei Bambergen[5]
- Landkreis Breisgau-Hochschwarzwald
  - Villa Urbana in Heitersheim
- Landkreis Calw
  - Villa rustica in Nagold[6][7]
- Enzkreis
  - Villa rustica bei Mühlacker-Enzberg[8]
  - Villa rustica bei Mühlacker-Lomersheim
- Landkreis Esslingen

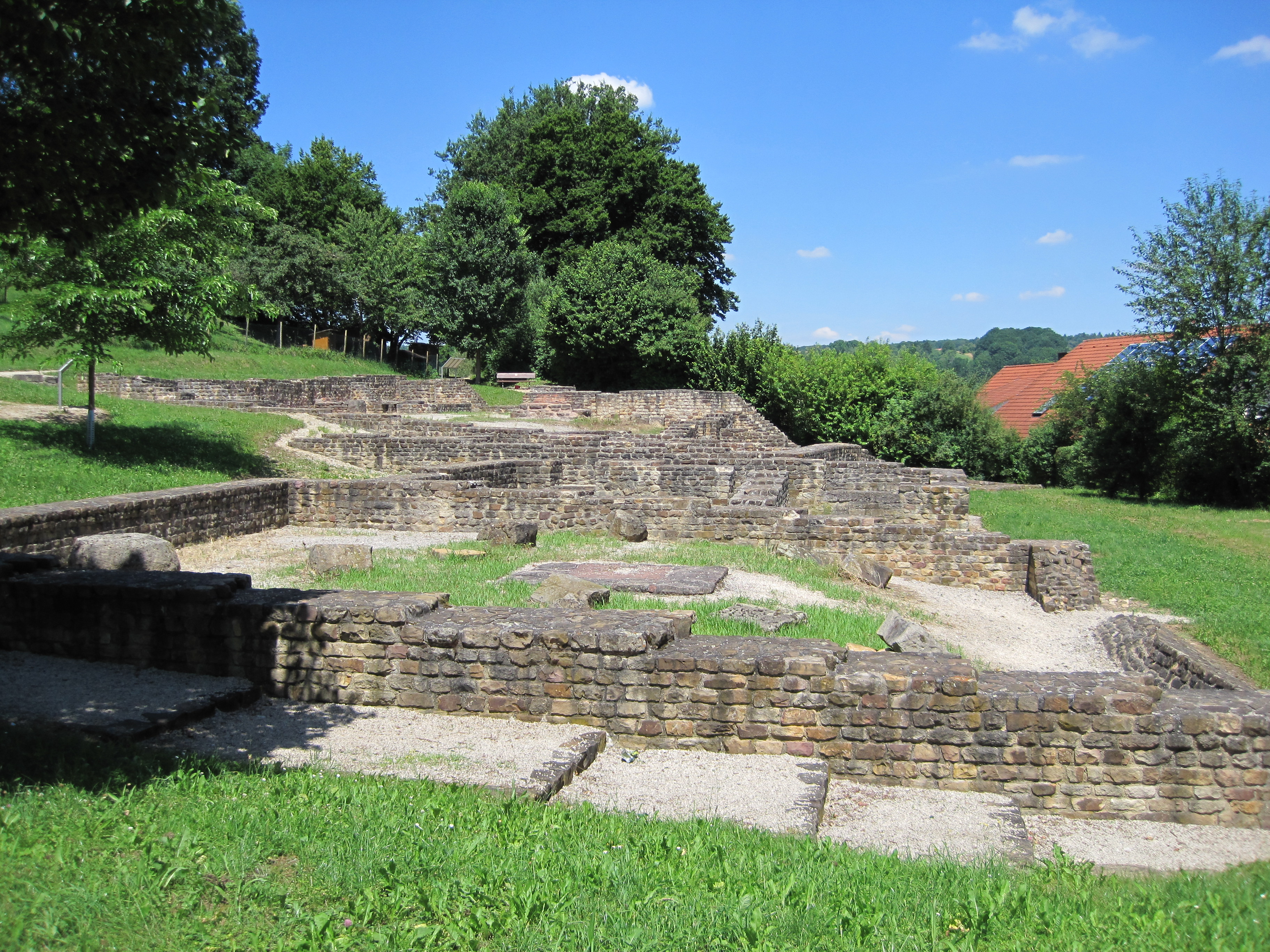
Villa rustica in Nürtingen-Oberensingen

- - Villa rustica in Nürtingen-Oberensingen (Foto)
- Landkreis Heilbronn
  - Villa rustica zwischen Lauffen und Ilsfeld
  - Villa rustica mit Römischem Bad in Weinsberg
  - Villa Rustica bei Zimmerhof
- Landkreis und Stadt Karlsruhe
  - Villa rustica in Durlach[9]
  - Villa rustica bei Ettlingen[10]
- Landkreis Konstanz
  - Römischer Gutshof von Bargen (Engen), Engen-Bargen
  - Villa rustica (Bodman), Bodman-Ludwigshafen
  - Villa Rustica bei Büßlingen

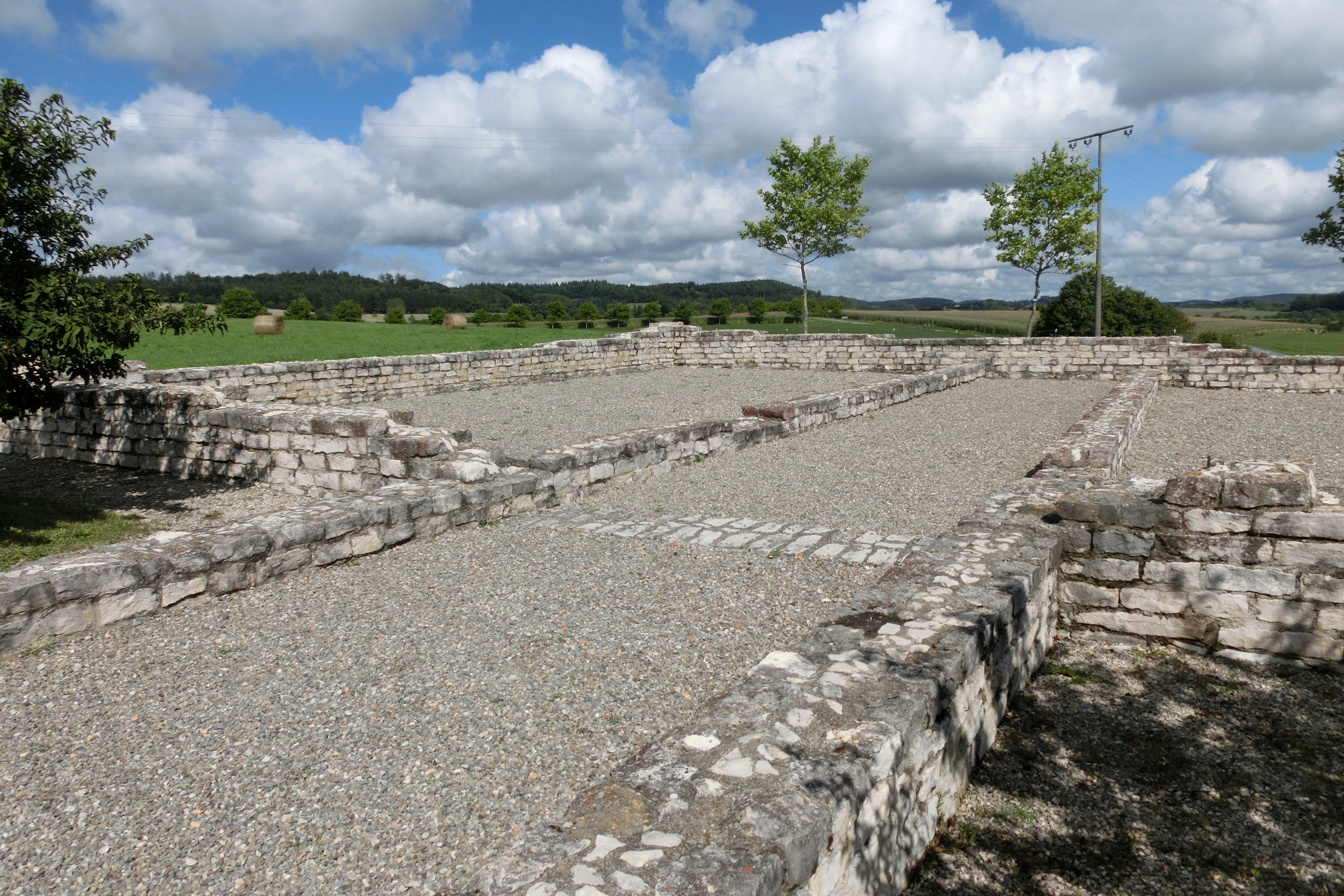
Römischer Gutshof von Eigeltingen

- - Römischer Gutshof von Eigeltingen (Foto)
  - Römischer Gutshof von Homberg in Eigeltingen
  - Römischer Gutshof von Liggersdorf in Hohenfels
  - Römischer Gutshof von Mindersdorf in Hohenfels
- Landkreis Lörrach
  - Villa Rustica (Brombach)
  - Villa urbana bei Grenzach-Wyhlen (Regionalmuseum Römervilla)
- Landkreis Ludwigsburg
  - Römischer Gutshof Steinmäurich, Mundelsheim
  - Römischer Gutshof und Gestüt Weilerlen, Bietigheim-Bissingen
  - Römischer Gutshof Höllbrunnen, Sachsenheim
  - Römischer Gutshof Rossert, Besigheim
  - Römischer Gutshof Bonholz, Gemmrigheim
  - Römischer Gutshof Spitalwäldle, Hemmingen
  - Römischer Gutshof Weißenhof, Löchgau
  - Römischer Gutshof Ebene, Vaihingen(Enz)-Kleinglattbach
  - Römischer Gutshof Eglosheimer Burg, Ludwigsburg-Hoheneck
  - Römischer Gutshof Weileräcker, Oberriexingen
  - Römischer Gutshof Mäurach, Großbottwar
  - Römischer Gutshof Hohlweg, Freiberg am Neckar-Beihingen
- Landkreis und Stadt Pforzheim
  - Römischer Gutshof im Kanzlerwald
- Landkreis Rastatt
  - Villa rustica bei Gaggenau-Bad Rotenfels / Oberweier[11]
- Rems-Murr-Kreis
  - Villa rustica bei Rommelshausen
- Rhein-Neckar-Kreis
  - Villa rustica bei Hirschberg-Großsachsen[12]
  - Villa Rustica (Wiesenbach/Baden)
  - Villa Rustica (Oftersheim)
  - Villa rustica (Walldorf)
- Landkreis Rottweil
  - Villa Rustica (Bochingen), Oberndorf am Neckar-Bochingen
- Schwarzwald-Baar-Kreis
  - Villa rustica in Niedereschach
- Landkreis Sigmaringen

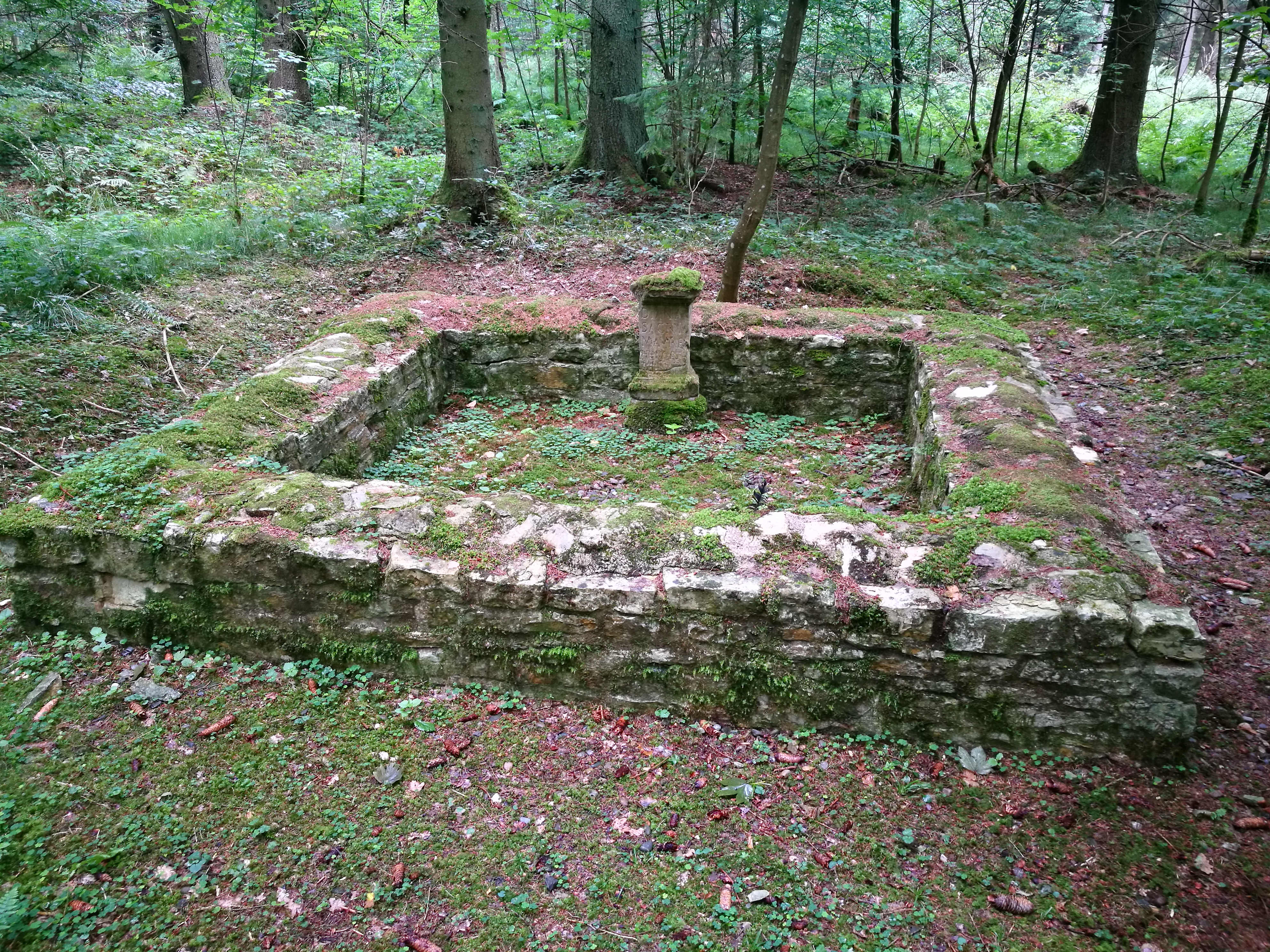
Tempelgebäude und Weihestein der Villa rustica in Heudorf bei Meßkirch

- - Villa rustica in Heudorf bei Meßkirch (Foto)
  - Villa rustica (Inzigkofen)
  - Villa Rustica in Laucherthal
- Landkreis Tuttlingen

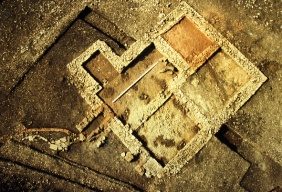
Bei Wurmlingen

- - Villa Rustica mit Römischem Bad in Wurmlingen (Foto)
- Landkreis Waldshut
  - Römischer Gutshof Geißlingen (Klettgau)
  - Römischer Gutshof (Gurtweil)
- Zollernalbkreis
  - Villa Rustica in Hechingen-Stein (Freilichtmuseum)

#### Bayern
- Landkreis Aichach-Friedberg
  - Villa suburbana (Friedberg)
  - Villa rustica (Merching)
  - Villa rustica (Oberbernbach)
  - Villa rustica (Steindorf)
  - Villa rustica (Walchshofen)
- Landkreis und Stadt Augsburg
  - Villa Rustica (Stadtbergen)
- Landkreis Berchtesgadener Land
  - Villa rustica bei Thundorf, Gemeinde Ainring
  - Villa rustica bei Holzhausen, Gemeinde Anger
  - Villa rustica in Marzoll, Stadt Bad Reichenhall
- Landkreis Dachau
  - Villa rustica (Großberghofen), Großberghofen
- Landkreis Donau-Ries
  - Villa rustica (Holheim), Nördlingen-Holheim
  - Villa Rustica (Oberndorf), Oberndorf am Lech
- Landkreis Eichstätt
  - Villa rustica bei Hüssingen[13]
  - Villa Rustica (Möckenlohe), Adelschlag-Möckenlohe
  - Villa rustica (Nassenfels)
- Landkreis Freising
  - Villa Rustica (Niederndorf), Mauern
- Landkreis Günzburg
  - Villa rustica (Balzhausen)
  - Villa rustica (Bubesheim)
  - Villa rustica (Stoffenried)
- Landkreis und Stadt Ingolstadt
  - Villa rustica (Oberhaunstadt)
- Landkreis Landsberg am Lech
  - Villa rustica (Egling an der Paar)
  - Villa rustica (Erpfting)
  - Villa rustica (Scheuring)
  - Villa rustica 1 (Schondorf am Ammersee)
  - Villa rustica 2 (Schondorf am Ammersee)
  - Villa rustica (Walleshausen)
  - Villa rustica (Weil)
- Landkreis und Stadt München
  - Villa rustica (Denning)
- Landkreis Oberallgäu
  - Villa Rustica (Zipfwang)
- Landkreis Ostallgäu
  - Villa rustica (Kohlhunden), Marktoberdorf
- Landkreis und Stadt Regensburg
  - Villa Rustica (Burgweinting)
- Landkreis Starnberg
  - Villa rustica (Leutstetten), Starnberg
- Landkreis Traunstein
  - Villa rustica (Holzhausen), Bergen-Holzhausen
  - Villa rustica (Erlstätt)
  - Villa rustica 1 (Ising)
  - Villa rustica 1 (Kay), Tittmoning
  - Villa rustica 2 (Kay), Tittmoning
  - Villa rustica (Kienberg)
  - Villa rustica (Petting)
  - Villa rustica (Pittenhart)
  - Villa rustica (Seebruck)
  - Villa rustica (Tacherting)
  - Villa rustica (Tittmoning)
  - Villa rustica (Truchtlaching)
  - Villa rustica 1 (Vachendorf)
  - Villa rustica 2 (Vachendorf)
  - Villa rustica (Waging am See)
- Landkreis Weilheim-Schongau
  - Villa rustica (Peiting)
- Landkreis Weißenburg-Gunzenhausen
  - Villa rustica 1 (Schambach)

#### Hessen
- Landkreis Bergstraße
  - „Hemsberg“, Heppenheim (Bergstraße)
  - Rodau, Zwingenberg, „Kleine Weide“[14]
- Landkreis Darmstadt-Dieburg
  - Groß-Umstadt, unter der ev. Stadtkirche
  - Groß-Umstadt-Heubach, „Wamboltsches Schlösschen“
- Stadt Frankfurt am Main
  - Frankfurt–Bergen-Enkheim, „Auf dem Keller“
  - Frankfurt-Bornheim, am Güntersburgpark
  - Frankfurt-Heddernheim, „Philippseck“
  - Frankfurt-Schwanheim, „Im Heftgewann“
- Landkreis Gießen
  - Hungen-Bellersheim, „Markwald“
- Landkreis Groß-Gerau
  - Gernsheim, „Steinmauer“
- Hochtaunuskreis
  - Römisches Gebäude im Quellgebiet, Bad Homburg vor der Höhe
  - Bad Homburg–Ober-Eschbach, „Steingritz“
  - Bad Homburg–Ober-Erlenbach, „Im Holderstauden“
  - Friedrichsdorf-Seulberg, „Hunburg“
- Odenwaldkreis

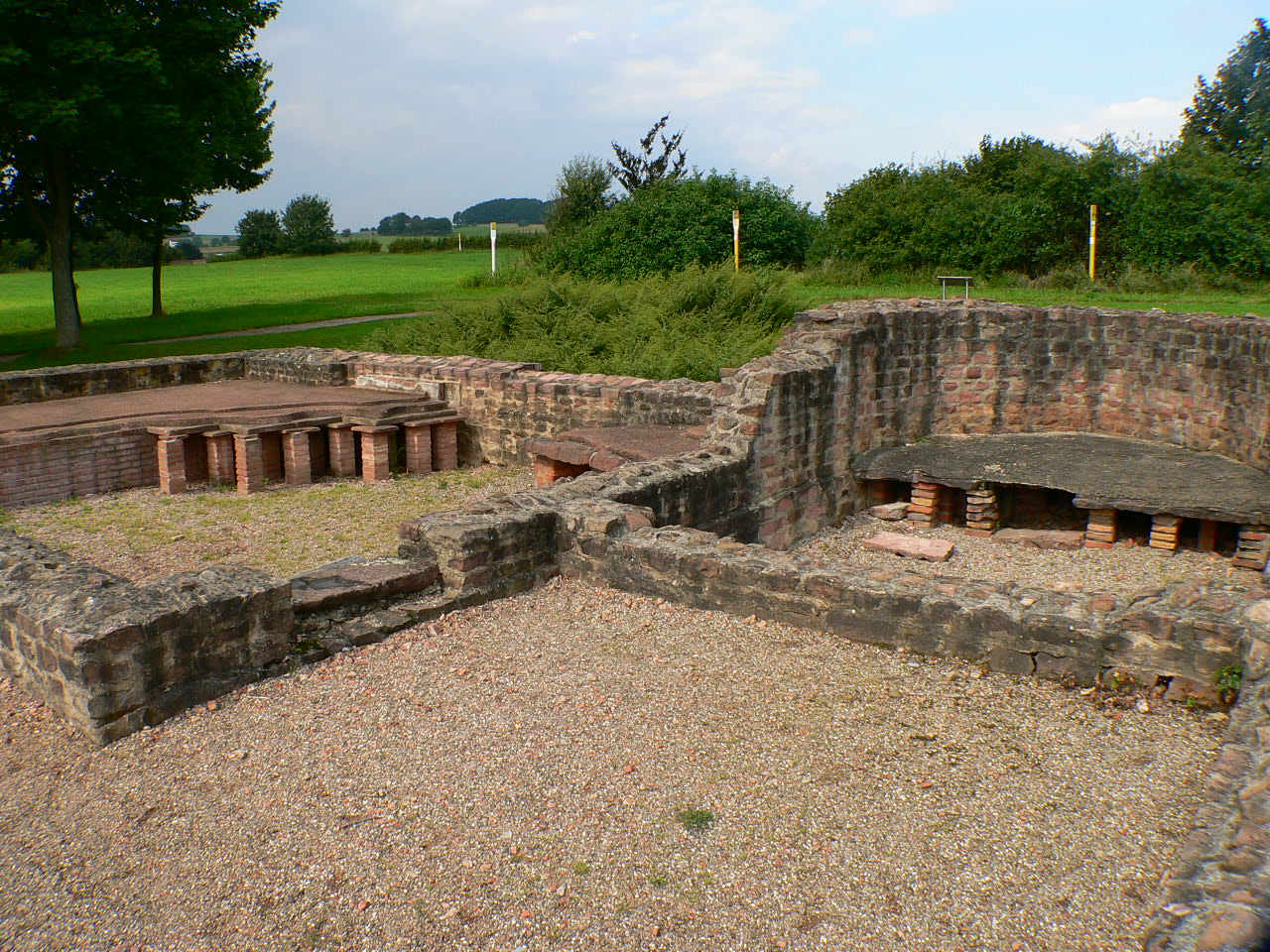
Römische Villa Haselburg: Hypokaustheizung des Hauptgebäudes

- - Römische Villa Haselburg, Hummetroth (Foto)
- Landkreis Offenbach
  - Dreieich-Götzenhain, „Am Kirchbornweiher“
- Wetteraukreis
  - Friedberg, „Auf der Pfingstweide“
  - Münzenberg-Gambach, „Im Brückfeld“ (zwei Anlagen)[15]
  - Niddatal-Bönstadt „Raubschloss“
  - Niddatal-Kaichen „Auf dem Steinrutsch“
  - Wölfersheim-Wohnbach „Wahleburg“, „Hinterwald“ und „Auf dem Steinrutsch“

#### Nordrhein-Westfalen
- Städteregion Aachen
  - Villae Rusticae in Eschweiler

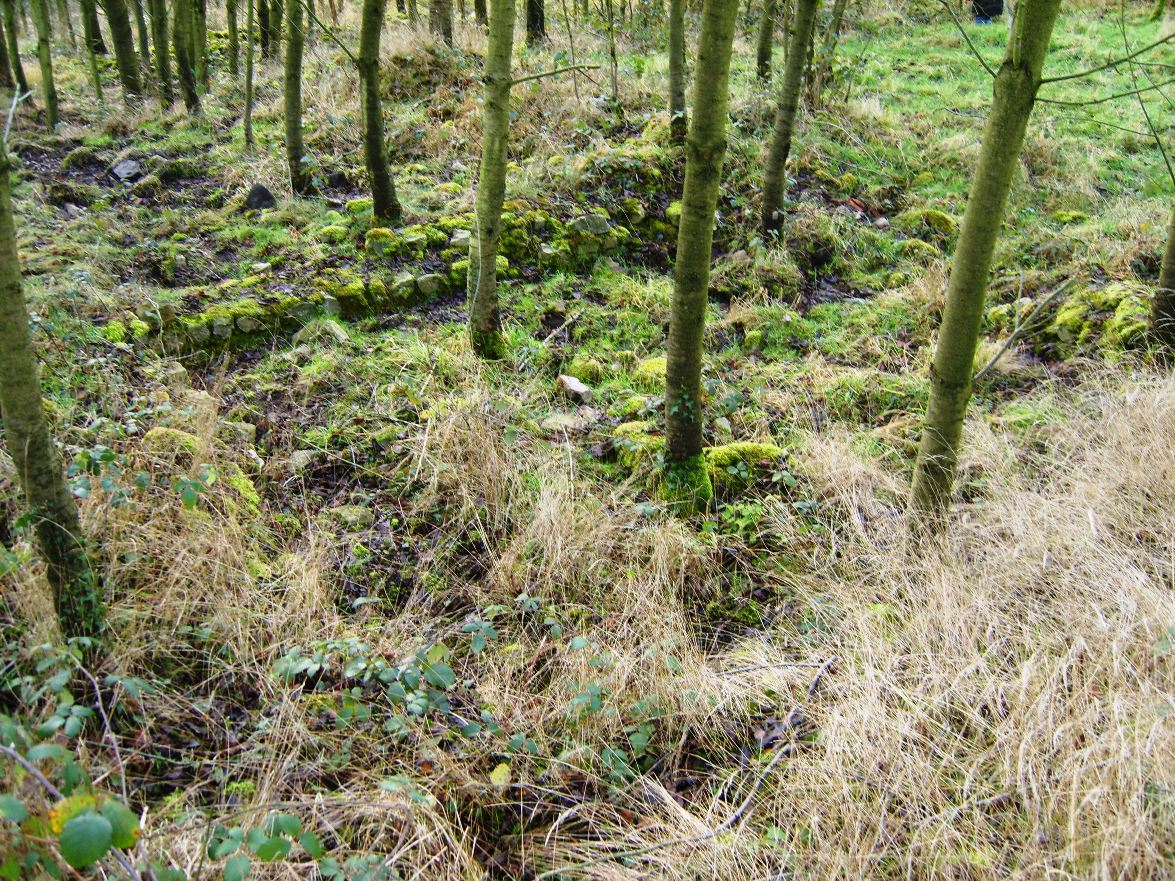
Bei Eschweiler

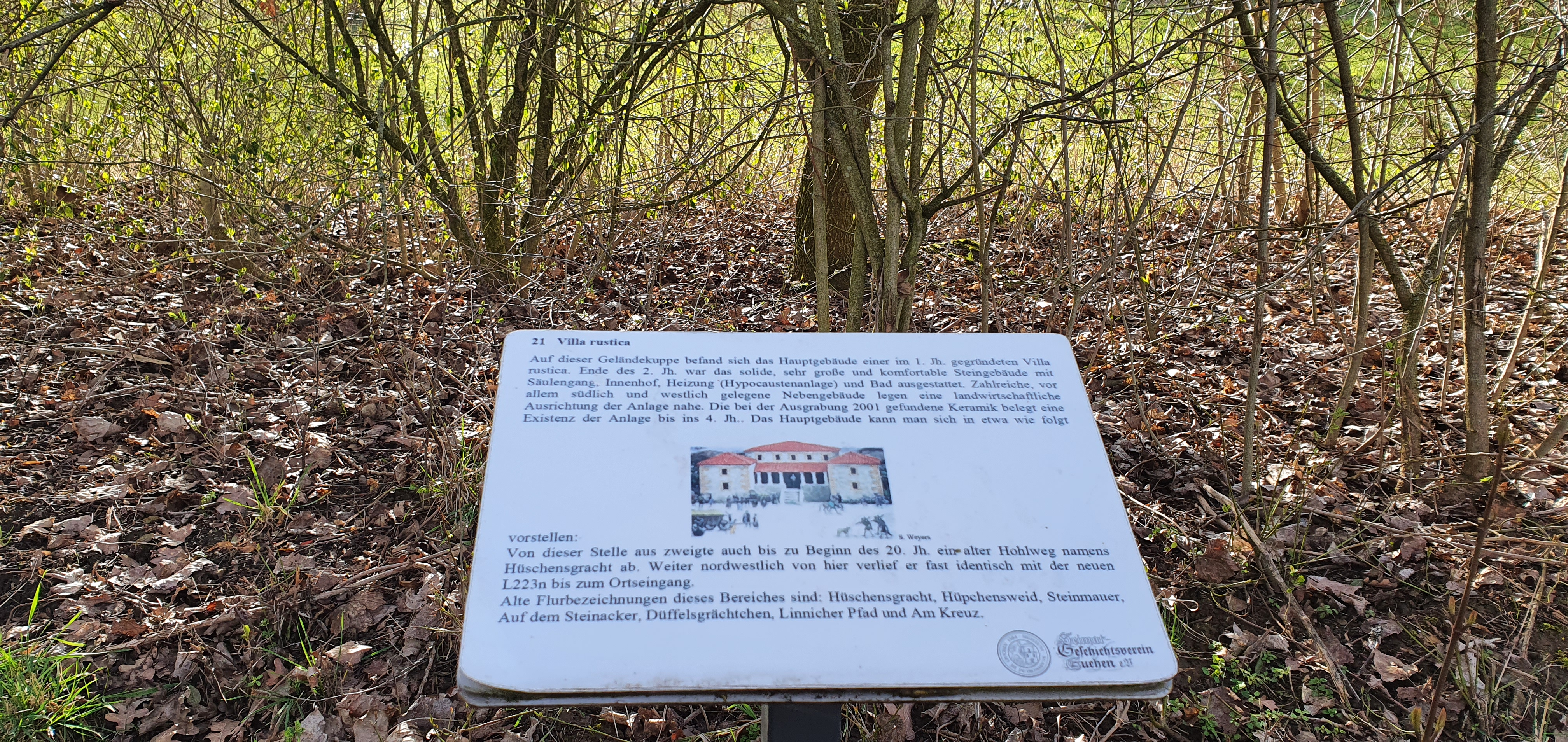
Würselen-Euchen

  - Propsteier Villa Rustica bei Eschweiler (Foto)
  - Villa rustica in Euchen (Foto)
  - Villae rusticae im Bereich des Tagebaus Inden, beispielsweise Villa rustica WW 130
- Kreis Düren
  - Villae rusticae im Bereich des Tagebaus Hambach, so beispielsweise die[16]
    - Villa rustica Hambach 132
    - Villa rustica Hambach 133
    - Villa rustica Hambach 158
    - Villa rustica Hambach 488

  - Villae rusticae im Bereich des Tagebaus Inden, beispielsweise Villa rustica WW 130
- Kreis Euskirchen
  - Villa rustica in Blankenheim, Blankenheim an der Ahr
  - Römervilla in Kreuzweingarten-Euskirchen
  - Villa rustica bei Nettersheim-Roderath
  - Villa rustica in Niederkastenholz, Euskirchen
- Kreis Höxter
  - Villa rustica in Godelheim in der Nähe der Nethemündung, ein Stadtteil im Südosten der Stadt Höxter[17]
  - Villa rustica auf dem Gebiet der heutigen Stadt Höxter, in der Nähe der Propstei des Klosters Corvey – tom Roden[18]
- Rhein-Erft-Kreis
  - „Sinnersdorf“, Pulheim
- Rhein-Sieg-Kreis
  - Römische Villa in Botzdorf, Bornheim-Botzdorf
  - Villa rustica in Rheinbach-Flerzheim
- Stadt Köln
  - Villa rustica in Köln-Müngersdorf
- Stadt Mönchengladbach
  - „Wickrathberg“

#### Rheinland-Pfalz
- Landkreis Ahrweiler

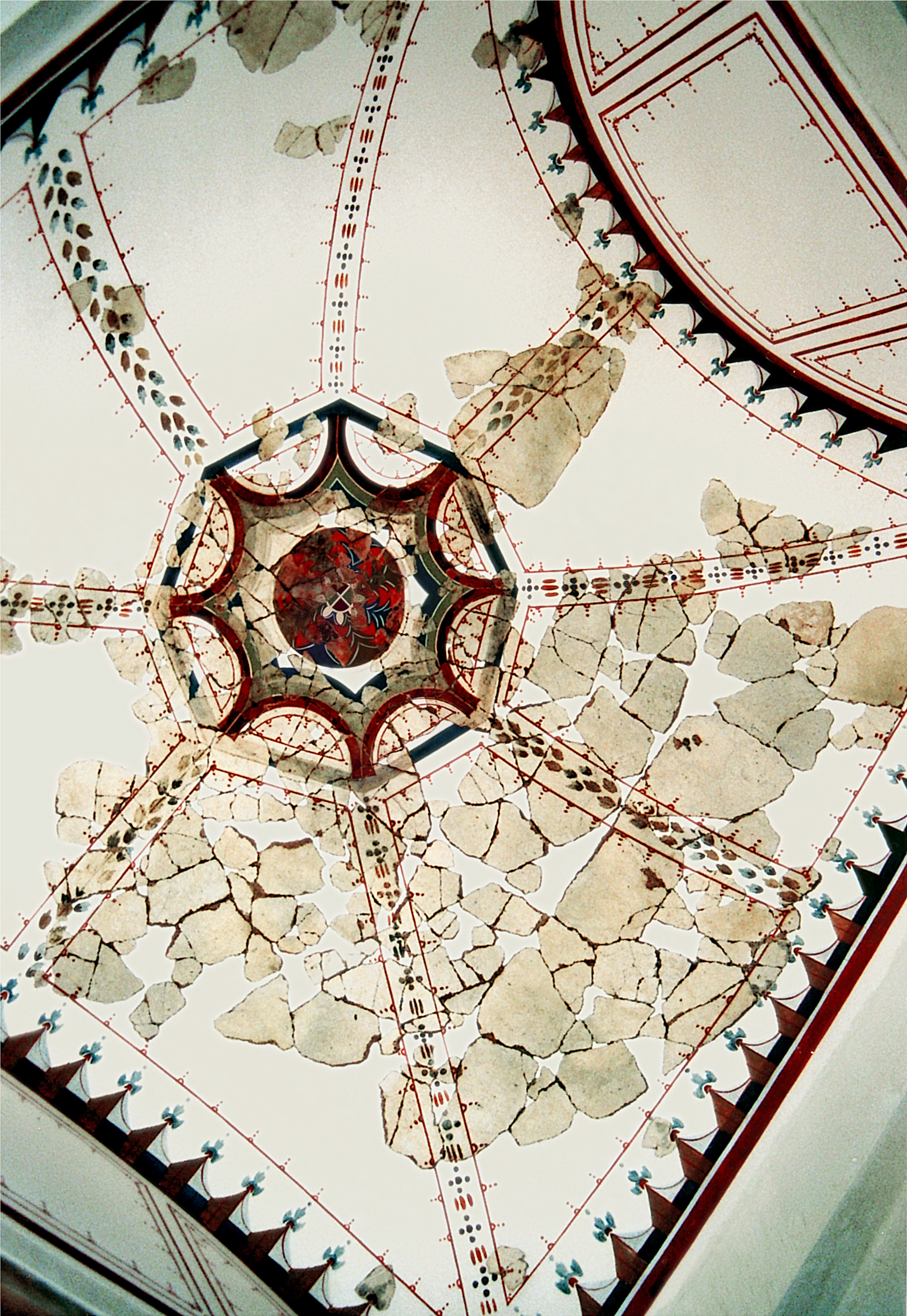
Deckenmalerei in der Römervilla von Bad Neuenahr-Ahrweiler

  - Römervilla von Bad Neuenahr-Ahrweiler (Foto)
  - Römischer Gutshof „Im Weiler“
- Landkreis Bad Dürkheim
  - Villa rustica (Wachenheim)
  - Villa rustica Weilberg bei Bad Dürkheim-Ungstein
- Landkreis Bad Kreuznach
  - Römische Palastvilla in Bad Kreuznach
- Landkreis Bernkastel-Wittlich
  - Römische Villa bei Kinheim-Kindel
  - Römischer Gutshof bei Lösnich
  - Römische Villa (Wittlich)
- Eifelkreis Bitburg-Prüm
  - Villa rustica (Bollendorf)
  - Villa Otrang, Fließem
  - Römische Villa Holsthum
- Landkreis Kusel
  - Villa rustica bei Herschweiler-Pettersheim, Landkreis Kusel[19]
- Landkreis Mainz-Bingen
  - Villa Rustica (Kempten bei Bingen)
  - Villa Rustica (Weiler bei Bingen)
- Landkreis Mayen-Koblenz
  - Villa rustica (Winningen)
- Landkreis Trier-Saarburg
  - Römische Villen, Leiwen
  - Villa Urbana in Longuich
  - Villa Rustica (Mehring)
  - Villa rustica (Newel), Newel
  - Villa rustica (Wasserliesch)
  - Villa von Welschbillig, Welschbillig
- Landkreis Vulkaneifel
  - Villa Sarabodis bei Gerolstein
  - Villa rustica bei Sarresdorf (Gerolstein)[20]

#### Saarland
- Villa Borg und andere Funde im Saarland
- Reinheim
- Römische Villa in Nennig
- Schwarzenacker
- Villa rustica im Wald „Steinhaus“ in Eppelborn-Habach[21]
- Villa rustica  im Wald „Düsters“ in Eppelborn-Dirmingen[21]
- Villa rustica „Frankenbach“ in Eppelborn-Dirmingen[21]
- Villa rustica „Frankenbacher Hof“ in Eppelborn-Dirmingen[21]
- Villa rustica am "Wallenborn" in Eppelborn-Wiesbach[21]
- Villa rustica im "Hahnwald" in Eppelborn-Wiesbach[21]

### Frankreich
- Villa Rustica (Coustaty)
- Villa Rustica (Lussas-et-Nontronneau)
- Villa Rustica (Montcaret)
- Villa Rustica (Montmaurin)
- Villa Rustica (Petit-Bersac)
- Villa Rustica (Pièce de Rance)
- Römische Villa bei Rians

### Italien

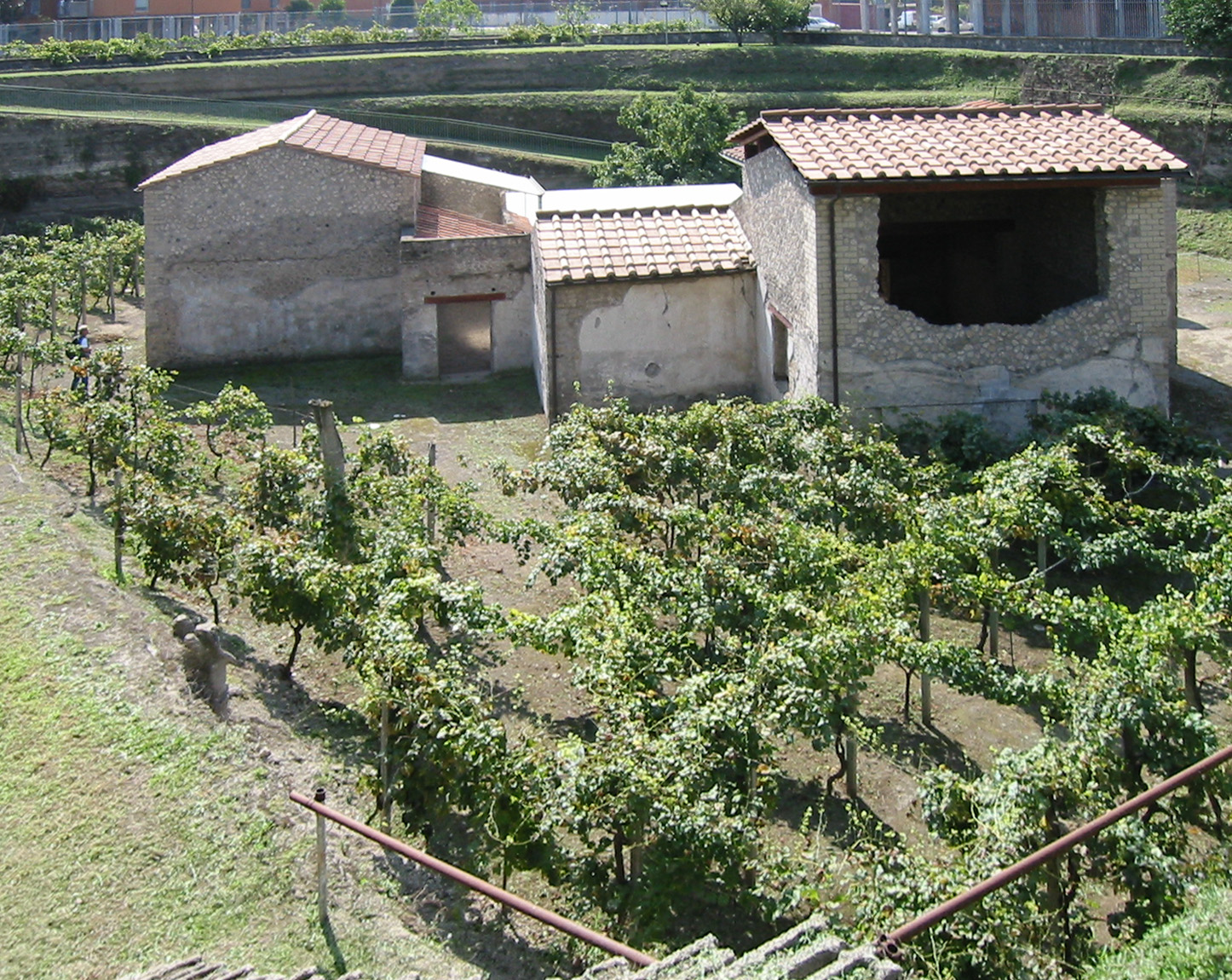
Villa von Boscoreale

- Villa des Publius Fannius Synistor, Boscoreale, Kampanien
- Molino San Vincenzo, Toskana

### Großherzogtum Luxemburg
- Mosaikboden einer Villa rustica in Vichten
- Villa Rustica von Goeblingen-„Miecher“

### Malta
- San Pawl Milqi

### Österreich

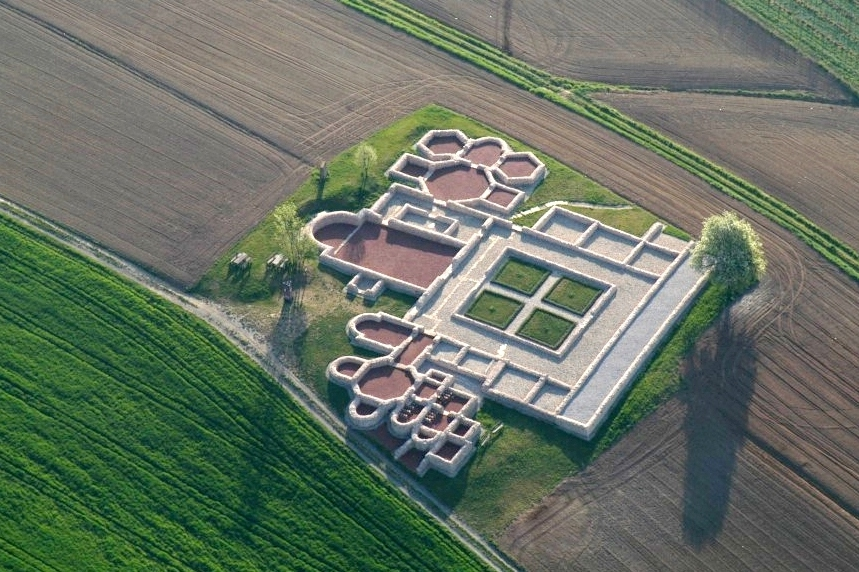
Villa Löffelbach

#### Burgenland
- Villa rustica von Bruckneudorf[22], Bezirk Neusiedl am See
- Villa Rustica (Klingenbach), Bezirk Eisenstadt-Umgebung

#### Niederösterreich
- Villa rustica bei Wallmersdorf[23], Bezirk Amstetten
- Villa rustica von Höflein-Aubüheln,[24] Bezirk Bruck an der Leitha

#### Oberösterreich
- Villa rustica bei Bad Wimsbach-Neydharting-Wimsbach[25]
- Römische Villa Elling, Moosdorf-Elling, Bezirk Braunau am Inn
- Villa rustica (Simetsberg), Bezirk Braunau am Inn
- Villa rustica (Wagham), Bezirk Braunau am Inn
- Villa rustica (Weirading), Bezirk Braunau am Inn[26]

#### Salzburg
- Römische Villa Loig, Wals-Siezenheim-Loig

#### Steiermark
- Villa Rustica (Löffelbach) in Löffelbach, Bezirk Hartberg-Fürstenfeld
- Villa rustica (Thalerhof)[27], Bezirk Graz-Umgebung

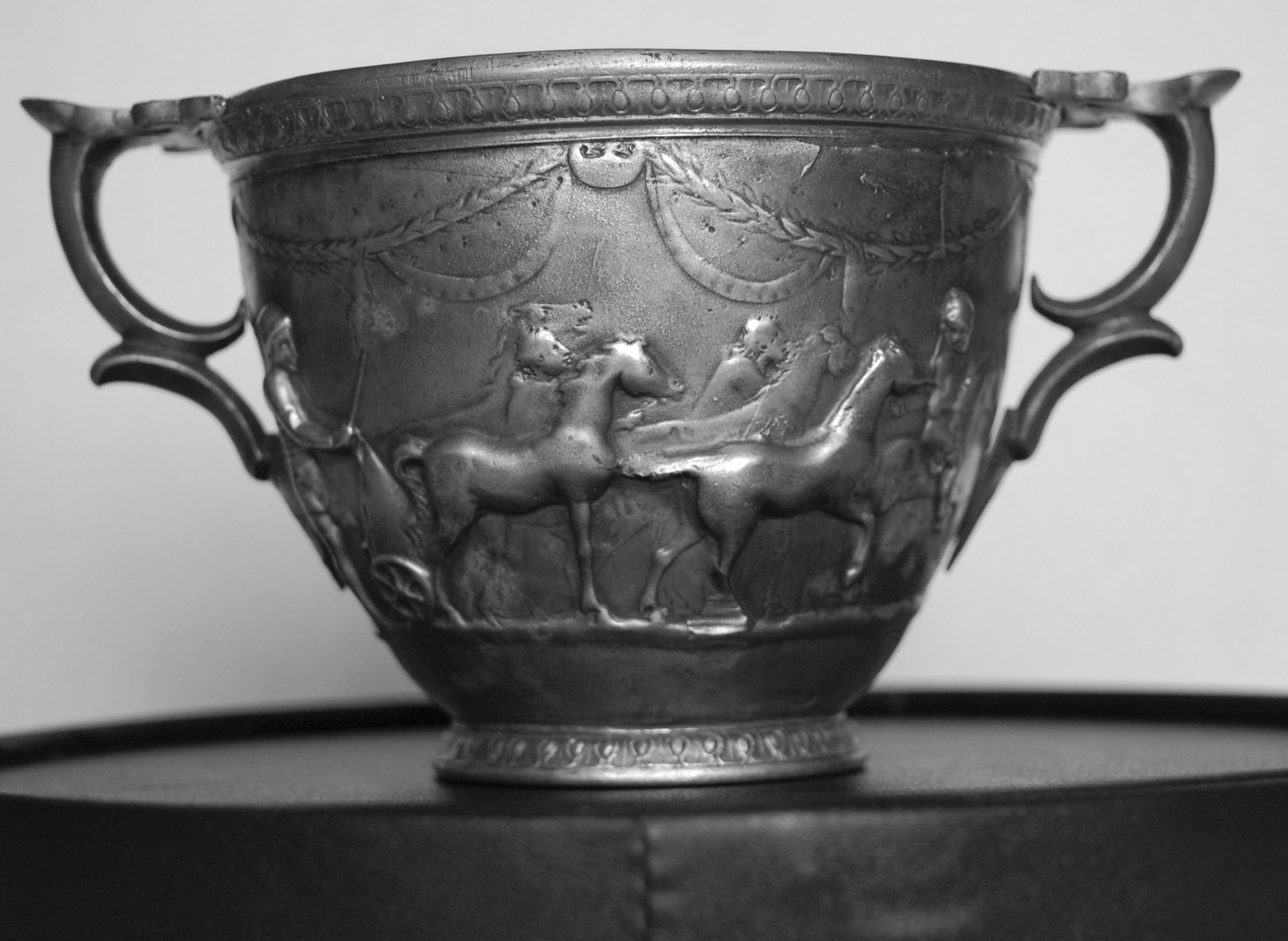
Silberbecher aus der villa rustica von Grünau, Seite A

- Villa rustica (Grünau)[28], Bezirk Deutschlandsberg
- Villae rusticae (Grafendorf)[29], Bezirk Hartberg-Fürstenfeld
- Villa Rustica bei Södingberg,[30]
- Villa rustica (Hirnsdorf)[31], Bezirk Hartberg-Fürstenfeld
- Villa rustica (Obergralla),[32] Bezirk Leibnitz
- Villa rustica (Hasendorf),[33] Bezirk Leibnitz
- Villa Rustica (Kleinstübing), Bezirk Graz-Umgebung

#### Vorarlberg
- Römische Villa auf dem Steinbühel Bregenz
- Freilichtmuseum Römervilla bei Rankweil-Brederis
- Villa rustica (Feldkirch-Altenstadt) „Uf der Studa“
- Votlära-römische Villa in Satteins

### Portugal
- Abicada
- Boca do Rio
- Castelo da Lousa
- Villa von Fonte do Milho
- Villa romana de Freiria
- Milreu
- Villa von Pisões
- Römische Villa von Rabaçal
- São Cucufate
- Villa Centum Cellas
- Villa Lusitano Romana de Torre de Palma
- Villa von Vilamoura

### Schweiz

#### Kanton Aargau
- Villa Rustica (Bellikon)
- Römervilla Murimooshau
- Villa Rustica (Oberentfelden)
- Villa Rustica (Oberlunkhofen)
- Villa rustica (Zofingen)

#### Kanton Basel-Landschaft
- Villa Rustica (Bennwil)
- Villa Rustica (Munzach)

#### Kanton Bern
- Römische Villa bei Port

#### Kanton Genf
- Villa Rustica (Bernex)

#### Kanton Jura
- Villa Rustica (Vicques JU)

#### Kanton St. Gallen
- Römischer Gutshof Salet, Rapperswil-Jona-Wagen

#### Kanton Solothurn
- Villa rustica (Biberist-Spitalhof)

#### Kanton Waadt
- Villa rustica (Orbe-Boscéaz)
- Villa Rustica (Pully)

#### Kanton Zürich
- Villa Rustica (Buchs)
- Villa Rustica (Kloten)
- Römischer Gutshof in Neftenbach
- Villa Rustica (Oberweningen)
- Villa Rustica (Seeb)

### Spanien
- Centcelles
- Villa rustica de Aguilafuente (Segovia)[34]
- Villa Romana de La Salut[35]
- Villa Romana de La Olmeda[36]
- Villa Fortunatus

### Türkei

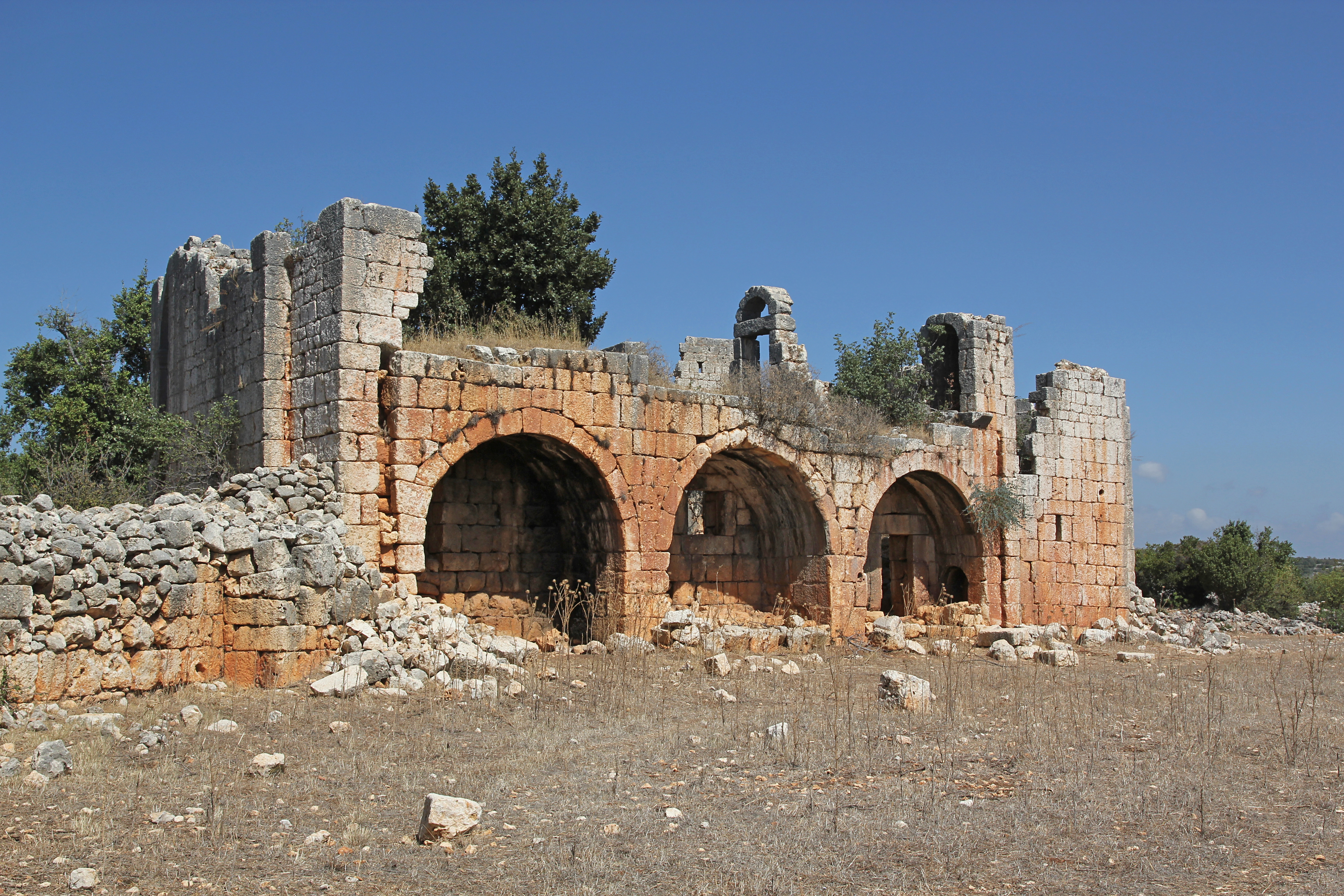
Sinekkale

- Gökburç
- Gökkale
- Keşlitürkmenli
- Macellum (Landgut)
- Sinekkale
- Üçayaklı

### Ungarn
Komitat Fejér
- Villa rustica Szabadbattyan

Komitat Győr-Moson-Sopron
- Villa rustica (Sopronbanfalva/Wandorf)
- Villa rustica (Bezenye)

Komitat Pest
- Villa rustica (Visegrád-Várkert)

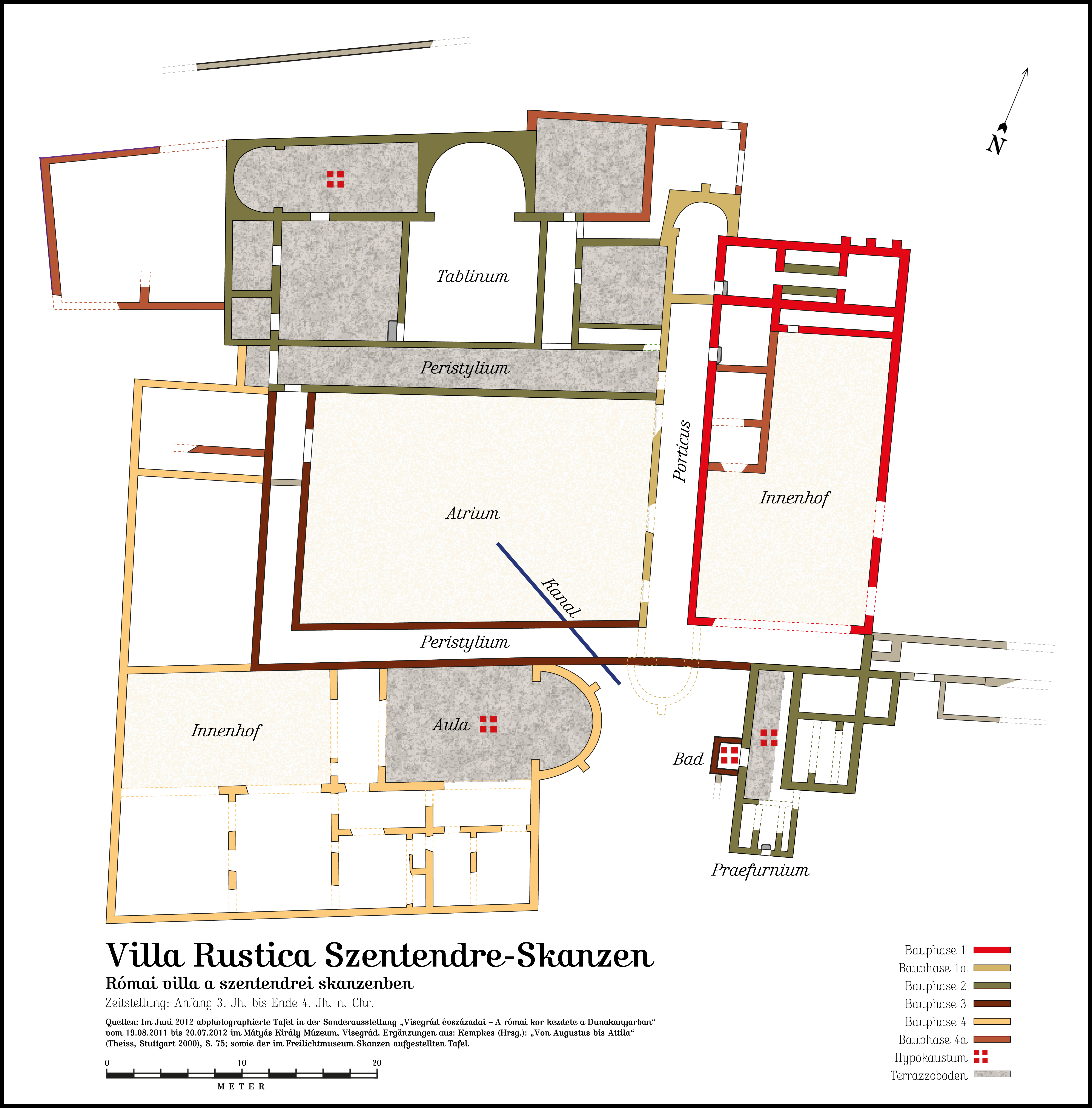
Villa rustica bei Szentendre

- Villa rustica (Szentendre-Skanzen)

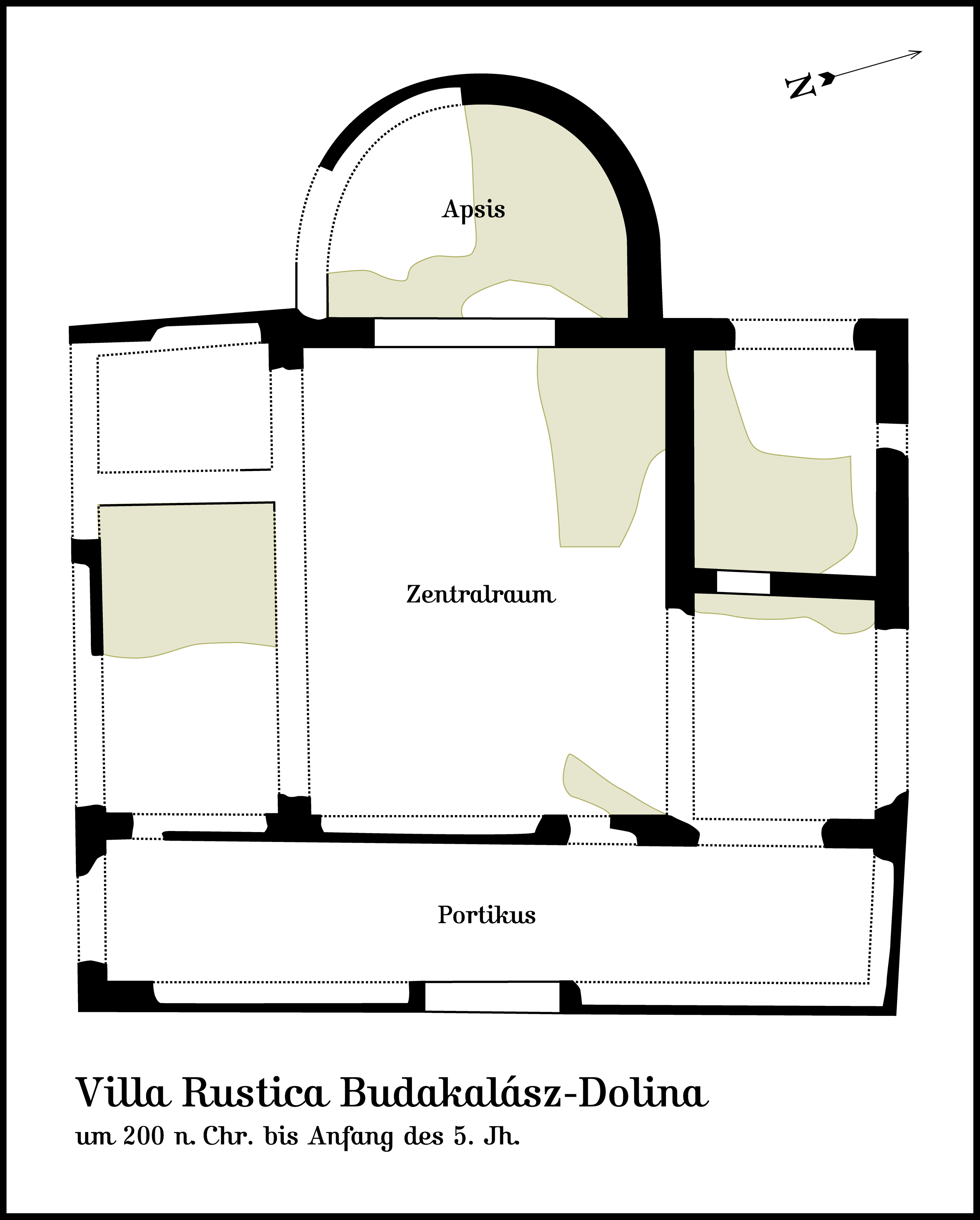
Villa rustica bei Budakalász

- Villa rustica Budakalász–Dolina
- Villa rustica (Budakeszi)
- Villa rustica (Pomáz-Tavan)
- Villa rustica (Budajenő)
- Villa rustica (Budaörs)

Komitat Somogy
- Villa rustica (Darány)

Komitat Veszprém
- Villa rustica (Balatonfűzfő)
- Villa rustica (Talpolca)
- Villa rustica (Balaca-Puszta)[37]

Komitat Zala
- Villa rustica (Hévíz-Egregy)

### Vereinigtes Königreich

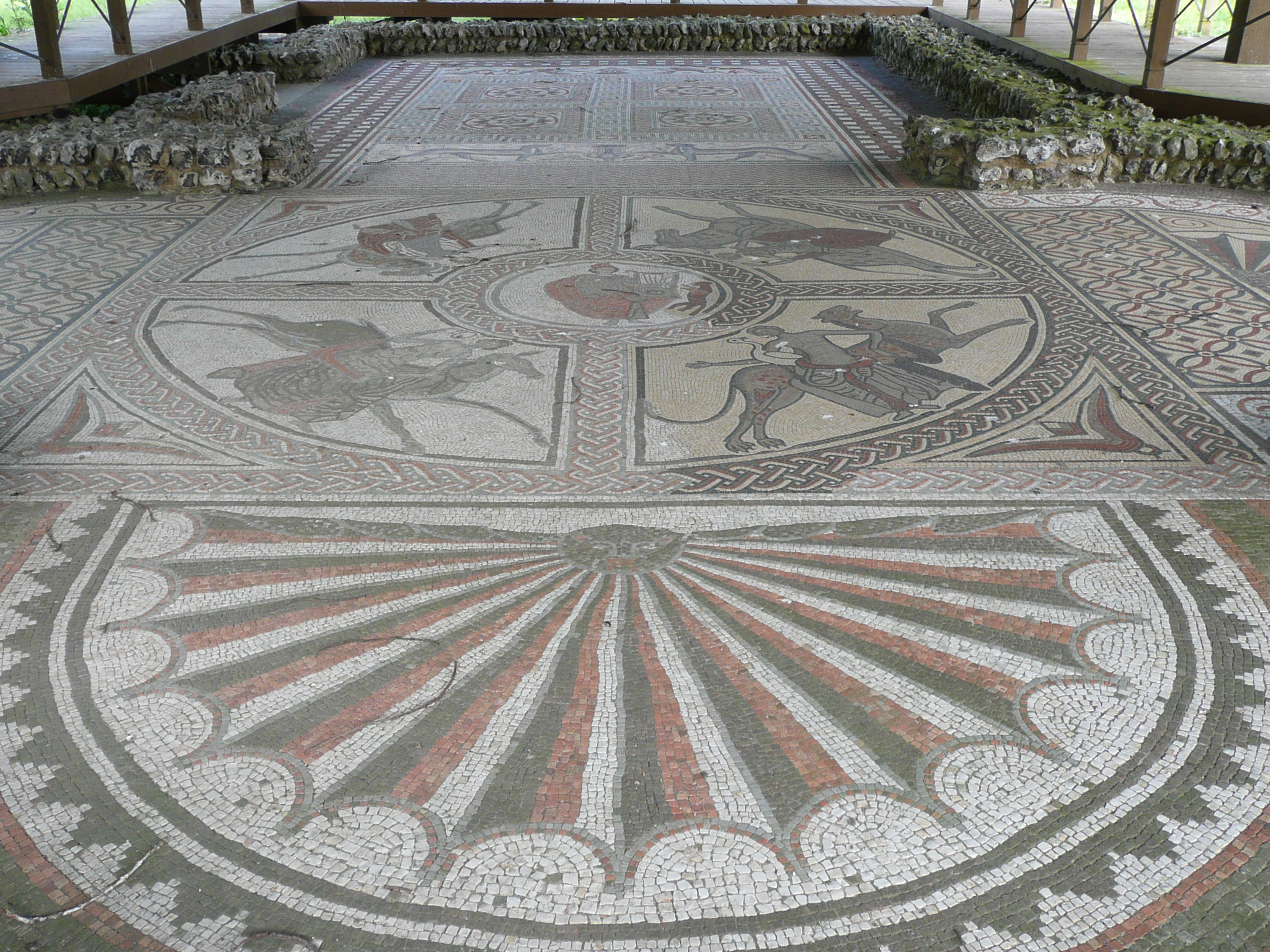
Mosaik in der Villa von Littlecote

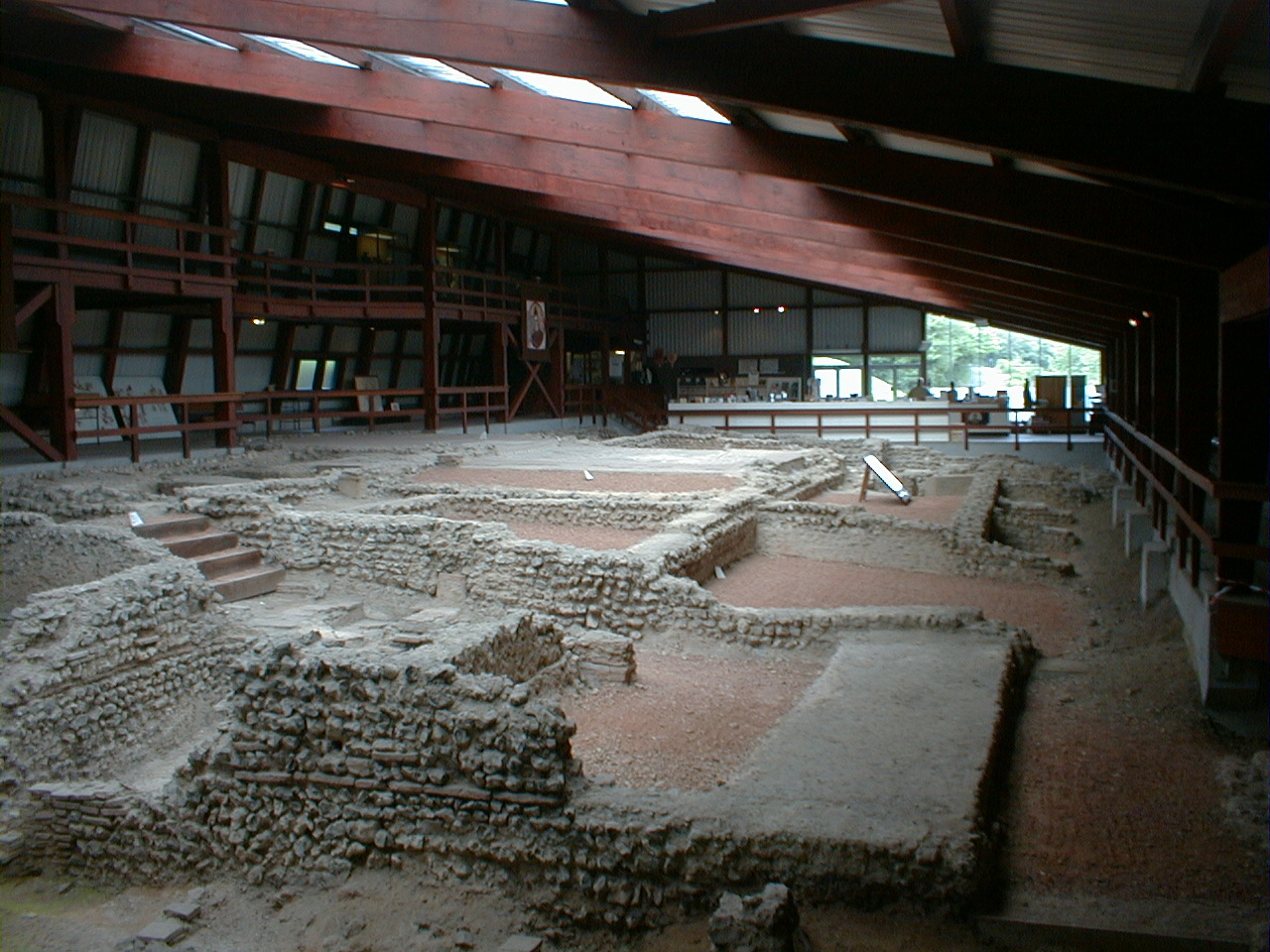
Die heutigen Reste der Villa von Lullingstone

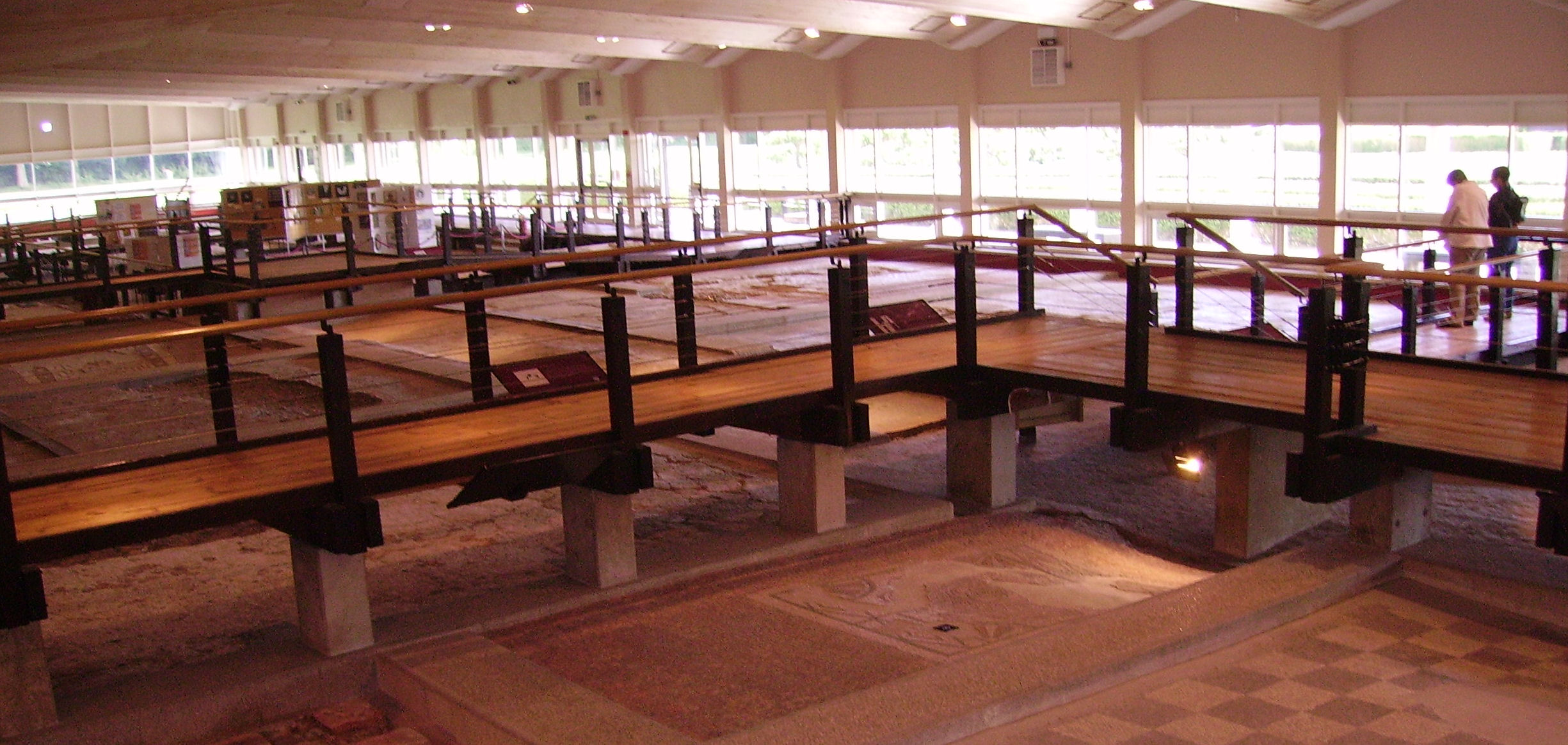
Museum in der römischen Villa von Fishbourne

Bath and North East Somerset
- Römische Villa bei Keynsham

Berkshire
- Villa Rustica (Littlecote)

Bristol
- Villa rustica (Brislington)

Dorset
- Bucknowle Farm
- Villa Rustica (Halstock)
- Villa Rustica (Hemsworth)
- Römische Villa bei Hinton St Mary

East Sussex
- Villa rustica (Barcombe)
- Villa Rustica (Brighton)

Gloucestershire
- Villa Rustica (Colesbourne)
- Villa rustica (Frocester)
- Villa Rustica (Great Witcombe)
- Villa rustica (Hucclecote)
- Villa Rustica (Spoonley Wood)
- Villa Rustica (Tockington Park)
- Villa Rustica (Whittington Court)
- Villa Rustica (Withington)
- Römische Villa bei Woodchester

Hampshire
- Villa rustica (Bramdean)
- Villa rustica (Fullerton)
- Villa rustica (Sparsholt)

Hertfordshire
- Villa Rustica (Boxmoor)
- Villa Rustica (Dicket Mead)
- Villa Rustica (Gorhambury)
- Villa Rustica (Gadebridge Park)
- Villa Rustica (Lockleys)
- Villa Rustica (Northchurch)

Isle of Wight
- Villa rustica (Brading)
- Villa Rustica (Carisbrooke)
- Villa Rustica (Combley)

Kent
- Villa Rustica (Darenth)
- Villa Rustica (Folkestone)
- Römische Villa bei Lullingstone

Lincolnshire
- Villa rustica (Greetwell)
- Villa Rustica (Scampton)
- Villa Rustica (Winterton)

London
- Villa rustica (Crofton)
- Villa rustica (Keston)

Oxfordshire
- Villa rustica (Ditchley)
- Römische Villa bei North Leigh
- Villa Rustica (Stonesfield)
- Villa Rustica (Wigginton)

Shropshire
- Villa rustica (Acton Scott)
- Villa Rustica (Yarchester)

Somerset
- Römische Villa bei East Coker
- Villa Rustica (Ilchester Mead)
- Villa Rustica (Lopen)
- Römische Villa bei Low Ham
- Römische Villa bei Lufton
- Römische Villa bei Pitney
- Villa Rustica (Wellow)

Staffordshire
- Villa Rustica (Engleton)

Sussex
- Villa Rustica (Chilgrove 1)
- Villa Rustica (Chilgrove 2)

West Sussex
- Römervilla in Bignor
- Fishbourne Roman Palace
- Villa Rustica (Southwick)

Yorkshire
- Villa rustica (Rudston)

## Denkmalschutz
Die Bereiche der Villae rusticae sind Bodendenkmale gemäß den Bestimmungen der jeweiligen Bundesländer. Nachforschungen und gezieltes Sammeln von Funden sind genehmigungspflichtig, Zufallsfunde an die Denkmalbehörden zu melden.